# Blasenspeicher
Ein Blasenspeicher ist eine Hydraulik-Komponente, bestehend aus einem Gehäuse (sehr häufig Stahl oder Edelstahl, aber auch kohlenstofffaserverstärkter Kunststoff) und einer Speicherblase. Das Gerät dient zur Energiespeicherung oder als Ausgleichsbehälter zur Pulsationsdämpfung.
Blasenspeicher als Ausdehnungsgefäße in Heizungsanlagen heißen Membranausdehnungsgefäß (MAG) und Federkugel als Teil der hydropneumatischen Federung in Fahrzeugen des Herstellers Citroen.
Eine Hydraulikflüssigkeit wird gegen ein Gas (in der Regel Stickstoff) in diesen Speicher gepresst. Gas und Hydraulikflüssigkeit sind dabei durch eine nahezu gasdichte Elastomerblase getrennt. Die am häufigsten eingesetzten Blasen bestehen aus Nitrilkautschuk mit der Kurzbezeichnung NBR oder HNBR. Andere Werkstoffe sind FKM, Epichlorhydrin-Kautschuk (ECO), IIR, EPDM sowie Sondermischungen für spezielle Fluide oder Temperaturen.
Blasenspeicher werden in der Regel gasseitig mit Stickstoff oder auch mit Druckluft, selten mit anderen Gasen, gefüllt. Somit ist die Blase kompressibel. Das Gas wird in den meisten Fällen in die Blase eingefüllt. Es sind jedoch auch Blasenspeicher bekannt, bei welchen das Gas außerhalb der Blase und die nicht kompressible Flüssigkeit in die Blase eingefüllt wird. Die Kompressibilität des Gases ermöglicht es, Energie im Gasraum zu speichern. Füllt man den Blasenspeicher von der Flüssigkeitsseite mit der nahezu inkompressiblen Hydraulikflüssigkeit, wird die Blase verformt. Das Verdichtungsverhältnis, maximales Blasenvolumen zu minimalem Blasenvolumen, sollte 4:1 (Absolutdrücke Pmax:Pmin) nicht überschreiten, da in diesem Fall die Blase zu stark verformt wird und brechen kann. Neuere Entwicklungen erlauben das Überwachen des Blasenzustandes, um den Blasenbruch zu erkennen. Hierbei wird ein Sensor in die Blase eingebaut und das Signal durch eine Elektronik ausgewertet.
Bei der Berechnung der Blasenspeichergröße sind die thermodynamischen Eigenschaften der verwendeten Gase zu beachten. Hilfe dazu bieten die Speicherhersteller mit ihrer Software.
Blasenspeicher sind Druckbehälter und unterliegen den entsprechenden technischen Regelwerken und länderspezifischen Gesetzen. In Europa ist das zum Beispiel die Richtlinie 2014/68/EU (zur detaillierten Auslegung siehe auch EN14359), in den USA und vielen anderen Ländern z. B. ASME VIII.
In Deutschland unterliegen Hydrospeicher als Druckbehälter mit Gasvolumen auch der Betriebssicherheitsverordnung.

## Abgrenzung vom Membranspeicher
Membranspeicher sind ähnlich aufgebaut wie Blasenspeicher, bei ihnen ist das flexible Trennmedium jedoch nicht am oberen Ende des Speichers zentral befestigt, sondern ca. auf halber Höhe des Behälters. Dadurch wird das Gaspolster nicht wie beim Blasenspeicher von der Hydraulikflüssigkeit umschlossen, sondern die beiden Fluide werden von der Membran an einer „Stirnfläche“ getrennt.